# Lithoseopsis hellmani
Lithoseopsis hellmani är en insektsart som först beskrevs av Edward L. Mockford och Gurney 1956.  Lithoseopsis hellmani ingår i släktet Lithoseopsis och familjen Amphientomidae. Inga underarter finns listade i Catalogue of Life.